# 光波長多重通信
光波長多重通信（ひかりはちょう たじゅうつうしん）とは、一本の光ファイバーケーブルに複数の異なる波長の光信号を同時に乗せることによる、高速かつ大容量の情報通信手段である。波長分割多重通信（WDM: Wavelength Division Multiplex）とも言う。

## 概要
同軸ケーブルへ電気的な信号を流す場合と異なり、ラマン光増幅、分散シフト（DSF）光ファイバの非線形現象などの例外を除いて光ファイバを通過する光信号は他の波長の光信号と干渉しない。そのため、複数の波長を使用して光信号を送受信すれば、1信号を1光ファイバで送る場合と比べて実質上多くのファイバがあるように使用できる。
光波長多重通信の場合、単一信号による通信と比較すると使用する光の波長の数だけ、具体的には数倍～数千倍といった情報量を同じケーブルで送信できるというメリットがある。現在実用化されているものには、数Tbps（テラビット毎秒）といったものもあり、今後更なる大容量化が見込める。
ただし、この技術に使用する信号の波長帯は自由に決められるのではなく、使用する光ファイバの伝送特性に左右される。ある波長（たとえばシングルモード (SM) 光ファイバなら1310nm付近や1550nm付近など）から外れると、信号の減衰や光ファイバの材料分散の影響が大きくなるため、通信が成立するある範囲内に押さえなければならない。使用する光の波長を増やせば増やすほど信号が密（Dense）になるため、これをDense WDM（DWDM方式）、相対的に少ないものは疎（Coarse）であるためこれをCoarse WDM（CWDM方式）という。あるWDMがDenseかCoarseかについては光学的にx波多重以上はDenseとするなどという定義はなく、おおよその目安として20nm間隔以上ならCWDMと考えて差し支えはない。
1本のファイバーに複数の光学的伝送路を実装できると言う特性から、異なる種類や目的の通信信号、異なるプロトコルの通信を重畳させることもできる（たとえば、SDHとGigabit Ethernetを1本のファイバーに共存させるなど）。

## 経緯
光波長多重通信の技術は、敷設に莫大な費用と時間が掛かる光ファイバー海底ケーブルの、効率的な活用の手段として開発された。それまでは通信容量が足りなくなれば送受信装置の高度化（例: 2.4GbpsのSDH回線を10Gbpsのものに更新するなど）か、より多くの本数のケーブルをさらに敷設するしかなかった。この技術を使用することで、光ケーブルを有効活用できる。また、芯数によっては1m数千円にもなる光ケーブル敷設の追加投資を行わなくても両端の機器をWDM対応のものに更新すればよい分、結果として通信コストの引き下げにも寄与する。
昨今はインターネット、特にブロードバンドの普及を主とする、ネットワークトラフィックの増大に対処する技術としても期待されている。
また、FTTHの普及に伴い、上り・下りの信号を分割したり（復信・全二重）、1本の光ファイバーに光通信系と光放送系との複数の信号を重畳するなどの用途にも応用されている。

## 技術
- 波長多重
  - CWDM（Coarse WDM）
1290nm～1610nmの波長帯の光を20nm間隔離して、最大16波長を多重している。　通常は1470nm～1610nmの8波まで多重出来る機器が主流。　波長間隔が広いために、光増幅器を使用する事が出来ないため、伝送できる距離はおおむね50km（ただし、これは光ファイバの長さ）までを目安とする。　
  - DWDM（Dense WDM）
最大で1000波以上の波長を重ねることが出来るため、通信事業者のバックボーンで使用される。CWDMと異なり、専用の光増幅器・分散補正器などが開発されているので長距離伝送も可能。波長の重ね合わせは、周波数193.10THz（1552.52nm）を基準として100GHzもしくは50GHz間隔で周波数帯を利用して行っている。波長間隔は100GHz間隔で約0.8nmと非常に狭いため、光源として使用されるレーザーダイオードの温度管理が非常に難しい。　そのため、CWDMに比べ装置は高額となってしまう。
    - 補足説明
周波数が193.10THzの場合、周波数を100GHz増加させることは波長を約0.8nm縮めることに相当する。光の伝播速度をv、波長をλ、周波数をfと置くと波長と周波数は、{\displaystyle v=\lambda f}という関係があるので、{\displaystyle \lambda ={v \over f}}となり、周波数の増加に対する波長の増加は、
{\displaystyle \delta \lambda ={d \over df}\left({v \over f}\right)\delta f=-{v \over f^{2}}\delta f}
という風に表記される。ここで、{\displaystyle v=300\cdot 10^{6}} [m/s]、{\displaystyle f=193.10\cdot 10^{12}} [Hz]、{\displaystyle \delta f=100\cdot 10^{9}} [Hz]とすると、
{\displaystyle \delta \lambda =-{v \over f^{2}}\delta f=-{300\cdot 10^{6} \over (193.10\cdot 10^{12})^{2}}\cdot 100\cdot 10^{9}=0.805\cdot 10^{-9}\ [m]=0.805\ [nm]}
- 波長選択
  - OXC（Optical cross Connect）
経路切替
  - OADM（Optical Add Drop Multiplexer）
分離・結合。光分岐挿入装置のこと。

## 波長帯
使用する波長帯は５つに分類される。
- Oバンド (Original band)
  - 1.260～1.360[μｍ]。波長分散が小さく1.31［μｍ］がよく用いられる。
- Eバンド (Extended band)
  - 1.360～1.460[μｍ]。
- Sバンド (Short wavelength band)
  - 1.460～1.530[μｍ]。
- Cバンド (Conventional band)
  - 1.530～1.565[μｍ]。伝送損失が最小となる波長帯。1.55［μｍ］がよく用いられる。
- Lバンド (Long band)
  - 1.565～1.625[μｍ]。